# SOTELGUI
 (janvier 2019).
Si vous disposez d'ouvrages ou d'articles de référence ou si vous connaissez des sites web de qualité traitant du thème abordé ici, merci de compléter l'article en donnant les références utiles à sa vérifiabilité et en les liant à la section « Notes et références ».
SOTELGUI (Société guinéenne des télécommunications) est une entreprise publique guinéenne, principal opérateur de télécommunications du pays.

## Histoire
En 1995, le gouvernement guinéen cède au malaisien Telekom Malaysia 60 % du capital de la Sotelgui pour $45 millions, et reste actionnaire minoritaire avec 40 % des parts restantes. 
En 2009, le gouvernement guinéen, dans le cadre de son programme de réformes du secteur des télécommunications, décide de céder 60 % de la Sotelgui à un partenaire stratégique. Après les élections présidentielles de 2010, la privatisation se concrétise.